# Bundesautobahn 114
Die Bundesautobahn 114 (Abkürzung: BAB 114) – Kurzform: Autobahn 114 (Abkürzung: A 114) – ist eine Autobahn in Brandenburg und zum größten Teil im Norden der deutschen Hauptstadt Berlin. Sie verbindet die Autobahn A 10 (Berliner Ring) vom Autobahndreieck Pankow über rund acht Kilometer mit dem Berliner Stadtzentrum. Die Teilabschnitte der Strecke wurden in zwei Schritten 1975 und 1982 für den Verkehr freigegeben.

## Verlauf
Die Autobahn beginnt südwestlich von Schönerlinde (Ortsteil von Wandlitz, Landkreis Barnim) am Autobahndreieck Pankow und verläuft durch die Ortsteile Berlin-Buch, Berlin-Blankenfelde und endet in Berlin-Französisch Buchholz. Dort geht sie in die Prenzlauer Promenade über, die durch den Bezirk Pankow verläuft.

## Geschichte

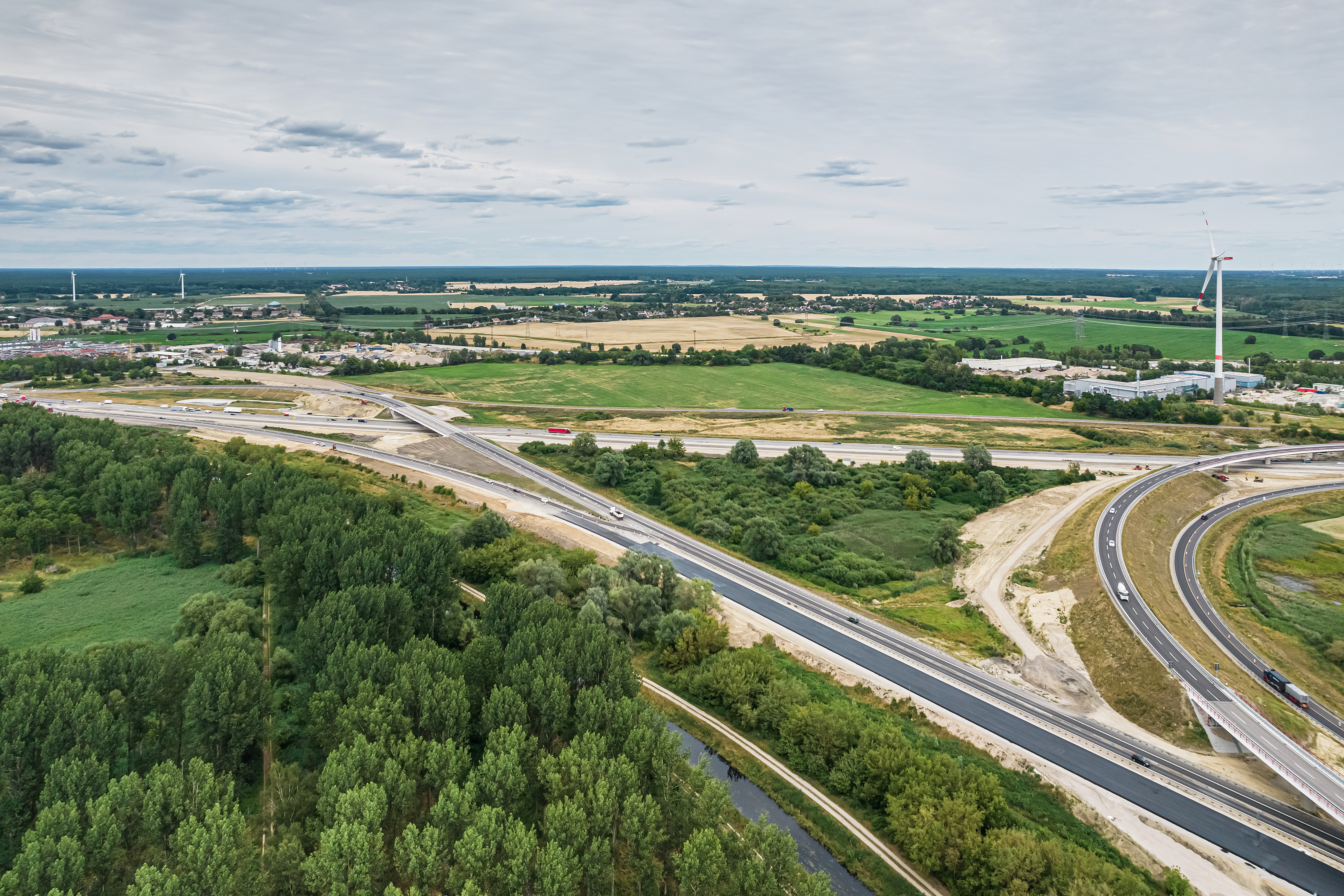
Autobahndreieck Pankow während der Sanierung im Jahr 2022

Die A 114 wurde Anfang der 1970er Jahre durch die Deutsche Demokratische Republik erbaut. Am 17. Januar 1975 erfolgte die Verkehrsfreigabe der Autobahn, die im Straßensystem der DDR den Namen A 14 trug. Die eröffnete Strecke endete an der Anschlussstelle Pankow-Heinersdorf. Erst 1982 wurde eine neue Brücke dem Verkehr freigegeben, sodass die A 114 an ihrem Ende direkt über die Gleise der Bahnstrecke Berlin–Szczecin und der S-Bahn Berlin führt.
Nach der deutschen Wiedervereinigung wurde die A 14 dann in die heutige A 114 umbenannt.
Am 27. Oktober 2020 begann die grundhafte Erneuerung der Fahrbahnen der A 114. Geplant war eine dreijährige Bauzeit bis Ende 2022 und Kosten von rund 93 Millionen Euro. Dabei sollten auch alle Anschlussstellen erneuert werden. Einige vorbereitende Maßnahmen wurden schon seit Ende 2019 durchgeführt. Am 1. November 2022 wurde die A 114 zwei Monate früher als geplant komplett wiedereröffnet. Zudem wurden 4,5 Millionen Euro weniger ausgegeben. Im Zuge der Sanierung erhielt Berlin auch seinen vierten Berliner Bären in Form einer Statue, der nun alle Autofahrer an der Stadtgrenze der vier stadteinwärts führenden Autobahnen begrüßt.

## Besonderheiten
Die Anschlussstelle Bucher Straße hat in nördlicher Richtung nur eine Abfahrt sowie in südlicher Richtung nur eine Zufahrt (Halbanschlussstelle). Im Zuge der Sanierung der A 114 wurde daran nichts geändert. Das Land Berlin verfolgt den Ausbau zur Vollanschlussstelle jedoch weiter. Nach Genehmigung durch das BMVI ist allerdings noch ein Planfeststellungsverfahren zur Erlangung von Baurecht erforderlich.